# Le Grand Caruso
Pour les articles homonymes, voir Caruso (homonymie).
Pour plus de détails, voir Fiche technique et Distribution.
Le Grand Caruso (The Great Caruso) est un film américain en Technicolor réalisé par Richard Thorpe, sorti 1951.

## Synopsis
La vie et la carrière du ténor Enrico Caruso (1873-1921), depuis son enfance jusqu'à sa mort.

## Fiche technique
- Titre original : The Great Caruso
- Titre français : Le Grand Caruso
- Réalisation : Richard Thorpe
- Scénario : Sonya Levien et William Ludwig, d'après la biographie d'Enrico Caruso par son épouse, Dorothy Caruso
- Musique : Giuseppe Verdi, Giacomo Puccini, Ruggero Leoncavallo, Pietro Mascagni, Francesco Paolo Tosti, Johann Sebastian Bach, Charles Gounod, Gioachino Rossini, Amilcare Ponchielli, Gaetano Donizetti, Friedrich von Flotow, d'Hardelot, Victor Herbert et Ernesto de Curtis
- Musique additionnelle : Johnny Green
- Direction musicale des extraits d'opéras : Peter Herman Adler (en)
- Direction artistique : Cedric Gibbons et Gabriel Scognamillo
- Décors : Edwin B. Willis et Jack D. Moore
- Costumes : Helen Rose et Gile Steele
- Photographie : Joseph Ruttenberg
- Son : Douglas Shearer
- Montage : Gene Ruggiero
- Producteurs : Joe Pasternak, Jesse L. Lasky (producteur associé)
- Société de production : Metro-Goldwyn-Mayer
- Société de distribution : Loew's Inc.
- Pays de production : États-Unis
- Langue originale : anglais américain, italien
- Format : couleur (Technicolor) — 35 mm — 1,37:1 — son : mono (Western Electric Sound System)
- Genre : Biopic, drame, romance et film musical
- Durée : 109 minutes
- Dates de sortie :
  - États-Unis : 10 mai 1951[1], 27 avril 1951[2]
  - France : 29 février 1952
  - Belgique : 7 mars 1952

## Distribution
- Mario Lanza : Enrico Caruso
- Ann Blyth : Dorothy Benjamin / Caruso
- Dorothy Kirsten : Louise Heggar
- Jarmila Novotná : Maria Selka
- Richard Hageman : Carlo Santi
- Carl Benton Reid : Park Benjamin (en)
- Eduard Franz : Giulio Gatti-Casazza
- Ludwig Donath : Alfredo Brazzi
- Alan Napier : Jean de Reszke
- Pal Javor : Antonio Scotti
- Carl Milletaire : Gino
- Shepard Menken : Fucito
- Vincent Renno : Tullio
- Nestor Paiva : Egisto Barretto
- Peter Edward Price : Enrico Caruso enfant
- Mario Siletti : Papa Caruso
- Angela Clarke : Mama Caruso
- Ian Wolfe : Hutchins
- Yvette Duguay : Musetta Barretto
- Argentina Brunetti : Mme Barretto

Acteurs non crédités
- David Bond : Père Angelico
- Peter Brocco : Père Bronzetti
- Charles Evans : Finch, le majordome des Benjamin
- John Hamilton : Forrest DeWitt
- Paul Harvey : le maître de cérémonie
- Larry Steers : un amateur d'opéra
- Dorothy Vaughan : la gouvernante de Louise
- Tito Vuolo : Pietro Toscano

Et (dans les extraits d'opéras) : Blanche Thebom, Teresa Celli, Nicola Moscona, Giuseppe Valdengo, Lucine Amara, Marina Koshetz.

## Distinctions

### Récompenses
- Oscars 1952 : Meilleur mixage de son pour Douglas Shearer

### Nominations
- Oscars 1952
  - Peter Herman Adler et Johnny Green pour l'Oscar de la meilleure musique de film
  - Helen Rose et Gile Steele pour l'Oscar de la meilleure création de costumes

## Critique
Cette histoire très romancée de Caruso se confond avec celle de son interprète, lui aussi ténor, qui a fait une partie de sa carrière au cinéma : Mario Lanza. Ce dernier, né l'année même de la disparition de son illustre modèle, s'est largement investi dans ce film qui remporta un grand succès à sa sortie. Succès inattendu pour un sujet aussi peu cinégénique que l'opéra mais succès logique tout de même si l'on veut se rappeler que Caruso fut adopté par l'Amérique qui le chérit bien fort, donnant à sa carrière une dimension quasi légendaire. Les décors et la reconstitution d'extraits d'opéras sont très soignés. Notons qu'une des partenaires de Lanza, la soprano Jarmila Novotná, a elle aussi tourné plusieurs films. Et observons que ce film fut un détonateur de vocations lyriques, les ténors les plus glorieux s'en réclament, tel José Carreras, qui était enfant lorsque le film sortit, ou, plus curieusement, le Maltais Joseph Caleja qui le vit, lui aussi, enfant mais trente ans plus tard. Le film a sans doute vieilli mais son message, lui, reste intact.